# 內斯科 (新澤西州)
內斯科（英語：Nesco）是位於美國新澤西州大西洋縣的普查規定居民點。

## 人口
根據2020年美國人口普查的數據，內斯科的面積為6.84平方千米，皆為陸地。當地共有人口422人，而人口密度為每平方千米61.7人。